# Pfarrkirche (Oberallershausen)

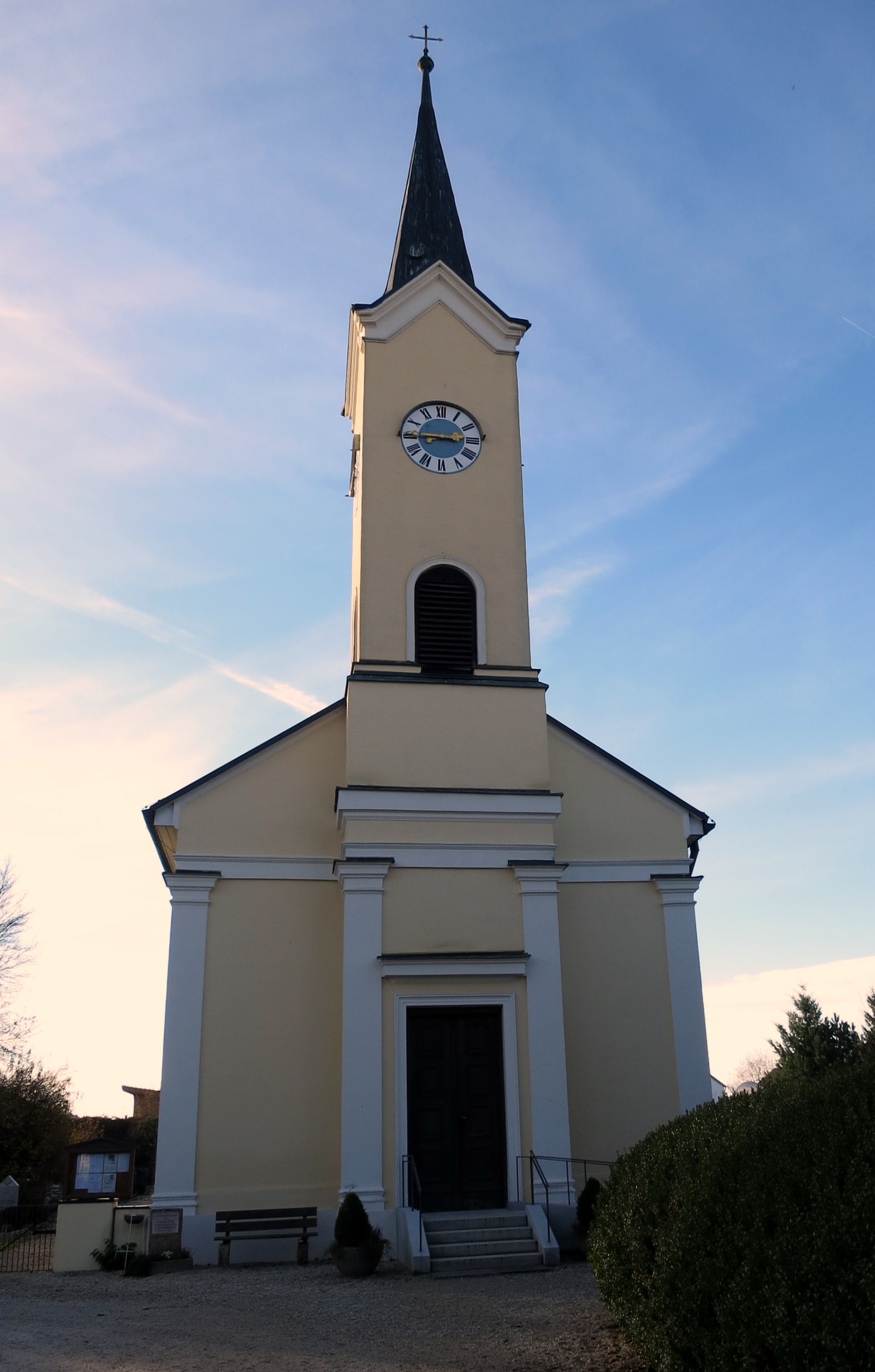
Die klassizistische evangelische Pfarrkirche

Die Evangelisch-Lutherische Pfarrkirche in Allershausen (Oberbayern) ist kirchlicher und baulicher Mittelpunkt der Siedlung Oberallershausen. Die Kirche wurde 1837 im Stil des Klassizismus errichtet. Sie bildet zusammen mit dem evangelischen Pfarrhaus und dem evangelischen Schulhaus ein geschütztes Ensemble, das in der Liste der Baudenkmäler in Allershausen zu finden ist.
Erbaut wurde die Kirche von protestantischen Einwanderern aus dem Rheinkreis, die zu Beginn des 19. Jahrhunderts von Maximilian I. Joseph (Bayern) zur Kultivierung der Mooslandschaft nördlich von München angesiedelt wurden. Mit dem Bau der Kirche entstand eine der ersten protestantischen Kirchengemeinden in Altbayern. Am 10. April 1879 wurde das Vikariat zur Pfarrei erhoben.
Im Turm der Kirche hingen von Anfang an drei Kirchenglocken aus Bronze. Sie wurden während des Ersten Weltkriegs zur Rüstungsproduktion beschlagnahmt. Ersetzt wurden sie 1921 mit neuen Eisengussglocken, die zwei Vorteile hatten: sie waren preisgünstig und waren für die Rüstungsproduktion uninteressant. Demgegenüber stand der Nachteil, dass die Qualität eingeschränkt war – es traten Risse und Rostschäden auf. Das führte knapp 80 Jahre später zur Anschaffung von drei neuen Bronzeglocken, die in einem ebenfalls neuen Glockenstuhl untergebracht wurden. Sie wurden am 27. September 2020 geweiht. Die Christusglocke ist mit einem Gewicht von 450 Kilogramm und einem Durchmesser von 90 Zentimetern die größte Glocke des Geläuts.
Die Kirche befindet sich am westlichen Ende der schmalen Dorfgasse von Oberallershausen. Über einem kreuzförmigen Grundriss wurde ein bescheidener Bau mit schlichten klassizistischen Elementen errichtet, in denen deutlich der sparsame Geist der Siedler erkennbar ist. Seitlich schließt sich ein ummauerter Friedhof an.
Heute umfasst die Pfarrei etwa 2.700 Mitglieder.

## Nachweise
1. ↑  Petra Schnirch, Wie ein richtiges Musikinstrument. In: Süddeutsche Zeitung online, 13. September 2020

Koordinaten: 48° 25′ 46,85″ N, 11° 35′ 6,1″ O